# Betty Ong
Betty Ann Ong (chino tradicional: 鄧月薇; chino simplificado: 邓月薇; San Francisco, California, Estados Unidos, 5 de febrero de 1956 - Nueva York, Estados Unidos, 11 de septiembre de 2001) fue una asistente de vuelo estadounidense de ascendencia china a bordo del vuelo 11 de American Airlines, cuando el avión fue secuestrado por 5 miembros de Al Qaeda y estrellado contra la Torre Norte del World Trade Center de la Ciudad de Nueva York, como parte de los atentados del 11 de septiembre de 2001.

## Biografía
Ong nació el 5 de febrero de 1956 en San Francisco, siendo hija de Harry Ong y Yee-gum Ong. Se crio en el barrio chino de la ciudad y se graduó en el George Washington High School. Su familia era dueña de una tienda de comestibles. Ong le sobreviven tres hermanos mayores: Cathie, Gloria y Harry Ong. Betty comenzó su carrera como asistente de vuelo en 1987 y más tarde fue promovida a la posición de sobrecargo.

### Atentados del 11 de septiembre del 2001
En el momento de su muerte, vivía en Andover, Massachusetts. El Martes 11 de septiembre de 2001, Ong se asigna a sí misma para el vuelo 11 de American Airlines, para poder regresar a Los Ángeles California donde la esperaba su hermana, para ir de vacaciones a Hawái. Durante el secuestro, utilizó una tarjeta de teléfono en la parte trasera del avión para llamar al centro de operaciones de American Airlines. Allí se identificó y alertó de que el vuelo había sido secuestrado. Junto con su compañera azafata Amy Sweeney, mencionó los números de asiento de los cinco secuestradores. Durante su llamada, informó que ningún miembro de la tripulación pudo ponerse en contacto con la cabina del piloto, ni abrir la puerta; también informó que un pasajero (Daniel Lewin) y dos asistentes de vuelo habían sido apuñalados por los secuestradores y el pensamiento de que alguien había rociado algún gas en la cabina de clase ejecutiva.

## Legado
El 21 de septiembre de 2001, unos 200 miembros de la comunidad sinoestadounidense en San Francisco se reunieron en un pequeño parque para rendir homenaje a Ong. El alcalde de San Francisco Willie Brown, que estaba presente, pronunció un discurso en honor a las personas que murieron en la tragedia y nombraron al 21 de septiembre como "Día de Betty Ong".
Ong también es conmemorada en el Gold Mountain, un mural dedicado a las contribuciones chinas a la historia Americana en North Beach, una calle donde solía patinar y jugar cuando era niña, y con una fundación en su honor. En 2011, en el décimo aniversario de su muerte el centro de recreación en el barrio chino de San Francisco, donde había jugado cuando era niña fue rebautizado en su honor.
Betty Ong fue interpretada por la actriz canadiense Jean Yoon en la miniserie The Path to 9/11. En el Memorial del 11 de septiembre en el sitio del World Trade Center en Nueva York, Ong es conmemorada en la piscina Norte, en el panel N-74.
Un extenso clip de la llamada de Ong se utilizó en el comienzo de la película La noche más oscura de 2012 sobre la misión de las fuerzas de operaciones especiales para capturar o matar a Osama bin Laden. El clip fue utilizado sin atribución, y sin el consentimiento de la familia de Ong. Su familia pidió que Warner Brothers, distribuidores estadounidenses de la película, hicieran una donación de caridad en el nombre de Ong, incluyendo un crédito a Ong y un comunicado en su página web y en las versiones de entretenimiento en el hogar de la película que la familia Ong no respalda el uso de la tortura, y reconocer estas cosas durante la 85a ceremonia de los Premios Óscar.